# Thagria referta
Thagria referta är en insektsart som beskrevs av Nielson 1977. Thagria referta ingår i släktet Thagria och familjen dvärgstritar. Inga underarter finns listade i Catalogue of Life.